# Lago Usborne
El lago Usborne es un lago de Canadá ,situado en la provincia de Quebec .

## Geografía
El lago y el depósito forestal Usborne están situados a 45 km al norte de Fort-Coulonge, , en la municipalidad de Lac-Nilgaut. El lago es de hecho un ensanchamiento  del arroyo John-Bull, justo antes  de desembocar en el  el río Coulonge Est.
La instalación del depósito forestal data de la segunda mitad del siglo XIX.

## Toponimia
El topónimo proviene de uno de los miembros de la familia Usborne, los empresarios forestales de la primera mitad del siglo XIX, Henry, nacido en 1811 o George William, nacido en 1796. Los dos  poseían instalaciones de almacenamiento y de transformación de la madera en Arnprior (Ontario) y en Portage-du-Fort  (Quebec).